# Atoroidale Mannigfaltigkeit
In der dreidimensionalen Topologie beschreibt Atoroidalität eine Beziehung zwischen dem Rand einer Mannigfaltigkeit und der Mannigfaltigkeit selbst.
Eine irreduzible Mannigfaltigkeit {\displaystyle M} heißt geometrisch atoroidal, wenn sich jeder in {\displaystyle M} inkompressibel eingebettete 2-Torus durch eine Isotopie auf eine Randkomponente von {\displaystyle M} verschieben lässt. Dies bedeutet, dass {\displaystyle M} keine eingebetteten Tori enthält, außer solchen, die offensichtlich existieren müssen.
Eine irreduzible Mannigfaltigkeit heißt homotopisch atoroidal, wenn jede Abbildung {\displaystyle T^{2}\to M}, die die Fundamentalgruppe des Torus {\displaystyle T^{2}} injektiv in die Fundamentalgruppe von {\displaystyle M} abbildet, zu einer Abbildung in den Rand homotop ist. Dies entspricht der Eigenschaft der Fundamentalgruppe von {\displaystyle M}, dass jede Untergruppe der Form {\displaystyle \mathbb {Z} \times \mathbb {Z} } zur Fundamentalgruppe einer Torus-Randkomponente konjugiert ist.
Man kann zeigen, dass „geometrisch atoroidal“ aus „homotopisch atoroidal“ folgt. Die Umkehrung gilt jedoch nicht. Der Torus-Satz besagt, dass eine geometrisch atoroidale 3-Mannigfaltigkeit entweder homotopisch atoroidal oder ein Seifertscher Faserraum ist.
Die Hyperbolisierungvermutung von Thurston besagt, dass jede irreduzible homotopisch atoroidale Mannigfaltigkeit mit unendlicher Fundamentalgruppe eine hyperbolische Struktur trägt.